# Звезда Шольца
Звезда Шольца (другие обозначения WISE 0720-0846 или WISE J072003.20-084651.2) — двойная система в созвездии Единорога. Находится на расстоянии около 20 св. лет (5,1—7,2 пк) от Солнца.
Получила название в честь первооткрывателя. Находится практически в галактической плоскости.
Основная звезда системы WISE 0720-0846 A является красным карликом спектрального класса M9±1 с массой 86 ± 2 массы Юпитера. Вторая звезда WISE 0720-0846 B скорее всего является коричневым карликом спектрального класса T5 массой 65 ± 12 масс Юпитера. Масса всей системы составляет 0,15 масс Солнца. Компоненты вращаются на удалении 0,8 а. е. друг от друга. Видимая звёздная величина WISE 0720-0846 составляет всего 18,3m. Возраст системы оценен в 3—10 миллиардов лет.
По оценкам, WISE 0720-0846 прошла на расстоянии всего 52 000 а. е. (0,25 пк; 0,8 св. лет) от Солнца около 70 тыс. лет назад, что в пять раз меньше расстояния до Проксимы Центавра. На начало 2015 года это самое тесное зафиксированное сближение Солнечной системы с другой звёздной системой. Из-за того, что система WISE 0720-0846 прошла только через внешнюю часть облака Оорта, она не вызвала активной миграции объектов, в том числе во внутренние районы Солнечной системы. Ожидается, что последствия этих смещений мы сможем наблюдать в виде появления новых долгопериодических комет только через 2 миллиона лет. Из-за слабой светимости, даже во время максимального сближения, WISE 0720-0846 имела блеск всего 10,3m. Оценки показывают, что такие сближения Солнечной системы с другими звёздами должны происходить каждые 100 тыс. лет. Так, одиночная звезда HIP 85605 предположительно прошла мимо Солнца на расстоянии менее одного светового года от 240 до 470 тысяч лет назад, звезда HIP 14473 (HD 19376) прошла мимо Солнца на расстоянии 0,22 пк ок. 3,78 млн лет назад.
Впервые WISE 0720-0846 была идентифицирована как звезда, относящаяся к классу ближайших к Солнцу, немецким астрономом Ральфом-Дитером Шольцем в 2013 году, поэтому астрономы стали называть её звездой Шольца.
Учёные определили, что вытянутые траектории орбит 36 объектов облака Оорта сильно сместились по направлению к созвездию Близнецов (α = 7h 25m 23s, δ = +16◦ 38′ 43′′) ок. 70 тыс. л. н., когда именно с этой стороны к Солнцу приближалась двойная система Шольца. Также расчёты Карлоса де ла Фуэнте-Маркоса позволяют предположить, что звезда Шольца сближалась с Солнцем не до 0,8 светового года, а до 0,6 светового года.